# Wilhelm Homberg
Wilhelm Homberg, znan tudi kot Guillaume Homerg, nizozemski naravoslovec, * 8. januar 1652, Batavija, Indonezija, † 24. september 1715, Pariz, Francija.

## Življenjepis
Wilhelm Homberg je bil sin saškega plemiča iz Quedlinburga, ki je v tridesetletni vojni izgubil svojo dediščino. Rojen je bil v Bataviji, sedanji Džakarti, kjer je njegov oče služboval kot uradnik Nizozemske vzhodnoindijske družbe. Leta 1670 se je z družino preselil v Evropo. V Jeni in Leipzigu je študiral pravo in leta 1674 postal odvetnik v Magdeburgu. Tam se je seznanil z Ottom von Guerickejem in se pod njegovim vplivom odločil, da se bo posvetil naravoslovju. Med študijem je potoval po Evropi in se po diplomi iz medicine v Wittenbergu leta 1682 naselil v Parizu. Od leta 1685 do 1690 je bil zdravnik v Rimu. Po vrnitvi v Pariz leta 1691 je bil izvoljen za člana Francoske akademije znanosti in imenovan za direktorja za stike z javnostjo. Leta 1702 je postal učitelj fizike in kemije in leta 1705 osebni zdravnik orleanskega vojvode. Umrl je leta 1715 v Parizu.

## Znanstveno delo
Homberg se je ukvarjal z naravoslovjem v obdobju prehoda alkimije v kemijo. Bil je med tistimi, ki so poskušali narediti zlato, a je kljub temu mnogo prispeval k razširitvi znanja kemije in fizike. Zapisal je svoja opazovanja pri pripravi Kunklovega fosforja, zelene barve plamena zaradi prisotnosti bakra, kristalizaciji kuhinjske soli, raslinskih soli, nevtralizaciji baz s kislinami, zmrzovanju in izparevanju vode v vakuumu in drugih poskusov. Večino svojih ugotovitev je objavil od leta 1692 do 1714 v Recueil de l'Académie des Sciences. Leta 1702 je odkril borovo kislino, ki so jo po njem imenovali sal sedativum Hombergi – Hommergova pomirjevalna sol, in Hombergov fosfor, slabo opisano fosforescenčno snov, ki jo je dobil s taljenjem kalcijevega klorida in živega apna.

## Sklic
1. 1 2  SNAC — 2010.
2. 1 2  Base biographique — BIU Santé.
3. ↑  Annuaire prosopographique : la France savante — 2009.
4. ↑  H. Chisholm, urednik (1911). Homberg, Wilhelm. Encyclopædia Britannica. 11. izdaja. Cambridge University Press.